# Толкование снов в исламе
Толкование снов в исламе является одной из исламских наук по хукмам на основе корана и сунны, но академически непризнанная и неизучаемая в аккредитованных исламских университетах и институтах. Цель — разъяснение снов, посланных Аллахом и имеющих определённые смыслы и пользу для индивидуума или группы людей в вопросах религии и дуньи, или вещих снов, или благих снов, в соответствии с акыдой и мазхабом ахлю-с-сунна валь-джамаа.
В коране толкование снов упоминаются в суре 12, аяты 4, 6, 36, 41, 46–49
Из хадисов известно, что практика началась ещё во времена Мухаммада и что, с его слов, о толковании им снов и обучении им своих сахаба правилам их толкования, и асары из сборников хадисов, что и сахаба сами толковали их.